# Obila celerata
Obila celerata là một loài bướm đêm trong họ Geometridae.